# Syvmands rugby
Syvmands rugby (engelsk: Rugby sevens) er en variant af rugby, hvor hvert hold har syv spillere på banen. Syvmands rugby findes både inden for rugby union og rugby league.
Syvmands rugby er på OL-programmet i 2016.
| Sport | Spire Denne artikel om sport er en spire som bør udbygges. Du er velkommen til at hjælpe Wikipedia ved at udvide den. |